# Fujoshi
Fujoshi (腐女子?  lit. «chica podrida») es un término japonés que designa a las mujeres aficionadas al manga, al anime y a las novelas que presentan relaciones románticas entre hombres. Esta etiqueta abarca a las seguidoras del género yaoi en sí, así como a las propiedades relacionadas de manga, anime y videojuegos que han surgido a medida que se ha desarrollado el mercado para estas obras.
El término «fujoshi» es un juego de palabras homófono con fujoshi (婦女子?), una expresión que designa a mujeres respetables, creado al reemplazar el carácter fu (婦?), que significa mujer casada, por el carácter fu (腐?), que significa fermentado o podrido, sugiriendo que una mujer que disfruta de contenido gay ficticio está «arruinada» para el matrimonio. El nombre fue acuñado por 2channel a principios de la década de 2000 como un insulto despectivo, pero posteriormente fue reapropiado como un término autodescriptivo. «fujoshi» llevaba la connotación de ser una «mujer caída». Un número de Yureka que examinó a las fujoshi en detalle en 2007 contribuyó a la difusión del término.
Las fujoshi de mayor edad utilizan diversos términos para referirse a sí mismas, como kifujin (貴腐人?  «mujer noble podrida»), un juego de palabras con una expresión homófona que significa «dama distinguida», y ochōfujin (汚超腐人?), que suena similar a una frase que significa «Madame Butterfly», posiblemente tomada de un personaje apodado Ochōfujin (お蝶夫人?) en la serie de manga de 1972 Ace wo Nerae! de Sumika Yamamoto.
Según un número de 2005 de Eureka, en tiempos recientes fujoshi puede referirse a las mujeres otaku en general, aunque advierte que no todas las fans del yaoi son otaku, ya que existen lectoras más casuales. Dado que fujoshi es el término más conocido, a menudo es utilizado por los medios japoneses y por personas ajenas a la subcultura otaku para referirse al grupo de las otaku femeninas, independientemente de si son fans del yaoi o no. Este uso puede considerarse ofensivo por parte de las otaku femeninas que no son seguidoras del yaoi.
Los hombres que, al igual que las fujoshi, disfrutan imaginando relaciones entre personajes (especialmente masculinos) en obras ficticias cuando esa relación no forma parte de la intención del autor, pueden ser llamados fudanshi (腐男子?  «chico podrido») o fukei (腐兄?  «hermano mayor podrido»), ambos juegos de palabras de construcción similar a fujoshi. El autor de manga bara Gengoroh Tagame ha dicho que los hombres pueden elegir la etiqueta fudanshi porque es más aceptable socialmente que declararse gay. Sin embargo, la orientación sexual de los fudanshi no es necesariamente gay, ya que los heterosexuales también disfrutan leyendo BL.
Alrededor de 2020, los fans comenzaron a adoptar el término «shipper» de los fandoms de habla inglesa por su versatilidad, ya que podía usarse para parejas preferidas por los fans de diferentes géneros.

### Como personajes
Tanto las fujoshi como los fudanshi suelen ser utilizados como personajes en animes y mangas mayoritariamente con temática otaku, especialmente aquellos dirigidos a mujeres. Títulos populares incluyen Tonari no 801-chan, Fujoshi Kanojo, Watashi ga Motete Dōsunda, Fudanshi Kōkō Seikatsu y Sasaki to Miyano. Por otro lado, Metamorufōze no Engawa y Kuragehime, que también contienen personajes fujoshi y están dirigidos a una audiencia femenina, fueron elogiados por su visión centrada en las mujeres sobre la subcultura fujoshi. Una serie de televisión que presenta a una policía que es fujoshi, Fujoshi Deka, fue transmitida en 2008.

## Lecturas complementarias
- fujyoshi.jp - Incluye un glosario de terminología específica de las fujoshi.
- Galbraith, Patrick. «Fujoshi: The "rotten girls" of Ikebukuro take center stage». Poplife. Metropolis. Archivado desde el original el 7 de julio de 2011. Consultado el 11 de junio de 2009.
- Levitt, Aimee (8 de diciembre de 2009). «Girls Who Love Boys Who Love Boys: Inside the Midwest's first celebration of all things yaoi — where the screaming never stops». Riverfront Times. Archivado desde el original el 5 de octubre de 2012. Consultado el 18 de enero de 2010.